# Raptor Red
Raptor Red – opublikowana w 1995 r. powieść autorstwa paleontologa Roberta Bakkera. Opowiada o życiu kredowych dinozaurów. Tytułowym bohaterem jest samica utahraptora.

## Treść
Samica utahraptora po śmierci partnera znajduje się w trudnej sytuacji. Wędruje z siostrą, jej rodziną i nietypowym białym pterozaurem. Rywalizuje z akrokantozaurami i deinonychami.

## Odbiór
Raptor Red została przychylnie przyjęta przez prasę głównego nurtu. Wiele pochwał zyskała antropomorfizacja dinozaurów.
Wiele krytycznych recenzji pochodziło za to od naukowców zarzucających autorowi luźne traktowanie faktów naukowych.

## Wydania
- R. T. Bakker: Raptor Red. New York: Bantam Books, 1995. ISBN 0-553-10124-2. Brak numerów stron w książce
- R. T. Bakker: Raptor Red. Warszawa: Prima, 1997. ISBN 83-7152-090-5. Brak numerów stron w książce